# Lijst van burgemeesters van Heerlen
Dit is een lijst van burgemeesters en andere bestuurders van Heerlen in de provincie Limburg.
| jaar van vermelding | naam                                                         | functie           |
| ------------------- | ------------------------------------------------------------ | ----------------- |
| 1369                | Willem van Roeyssendale                                      | Rechter           |
| 1383                | Thys Reynarts Son                                            | Rechter           |
| 1416                | Goeswijn van Aelstropp                                       | Schout            |
| 1445/1472           | Jan van Coelmont                                             | Schout            |
| 1479                | Bertolff Buytz van Ymsenraede                                | Schout            |
| 1498/1509           | Dierick van Palant                                           | Schout            |
| 1512                | Diederich van der Hallen                                     | Schout            |
| 1519                | Werner van Strithagen                                        | Schout            |
| 1537/1544           | Jan Scheyen                                                  | Schout            |
| 1548                | Jasper Munch                                                 | Schout            |
| 1554/1580           | Servaes Leonartz                                             | Schout            |
| 1588/1622           | Mathys Hall                                                  | Schout            |
| 1622                | Jan van den Hove                                             | Schout            |
| 1622                | Hendrik van den Hove                                         | Schout            |
| 1635                | Lambert Rietraedt                                            | Schout            |
| 1649                | Servaas van den Hove                                         | Schout            |
| 1657                | Johan van der Scheur                                         | Schout            |
| 1679                | Leonard Quartier                                             | Schout            |
| 1685                | Jacob Quartier                                               | Schout            |
| 1725/1733           | Johannes Meesens                                             | Substituut-Schout |
| 1738                | Balthasar Collard                                            | Schout            |
| 1740/1762           | Adriaan Jan Jacob Vignon                                     | Vice-Schout       |
| 1741                | Johan Herman Gerlatius                                       | Officier-Schout   |
| 1762/1779           | Baron J.D. van Heekeren tot Rooderloo                        | Schout            |
| 1787                | Johan Willem Heldevier (geboren te Maastricht 11 april 1741) | Vice-Schout       |
| 1793                | Joost Hendrik Lamberts                                       | Vice-Schout       |
| 1796                | Frans Robroeck                                               | Maire             |
| 1797                | Jean Baptiste Lambert                                        | Maire             |
| 1800                | Gaspar Emonds                                                | Maire             |
| 1801                | Abraham Jacob de Jacobi                                      | Maire             |
| 1802                | Jean Joseph Schils                                           | Maire             |
| 1805                | Jan Gerard Kemmerling                                        | Maire             |

| Ambtsperiode | Naam burgemeester                                                                     | Partij of stroming | Bijzonderheden |
| ------------ | ------------------------------------------------------------------------------------- | ------------------ | -------------- |
| 1805 - 1818  | Jan Gerard Kemmerling (Gulpen, 4 febr. 1776 - Heerlen, 15 jan. 1818)                  |                    |                |
| 1818 - 1820  | Albert Schultze (overleden te Heerlen, 6 februari 1828)                               |                    |                |
| 1820 - 1843  | Johan Willem Lintjens (Heerlen, 14 maart 1786 - Heerlen, 15 nov. 1859)                |                    |                |
| 1843 - 1853  | Jan Joseph Jaegers (Heerlen, 27 mei 1810 - Heerlen, 31 okt. 1872)                     |                    |                |
| 1853 - 1855  | Leonard Leopold Stassen (Schaesberg, 26 november 1806 - Heerlen, 20 oktober 1855)     |                    |                |
| 1856 - 1862  | Jan Peter de Hessele (12 februari 1788 - 30 augustus 1869)                            |                    |                |
| 1862 - 1867  | Adriaan Jacob Sassen                                                                  |                    |                |
| 1867 - 1869  | Mathias Jozef Antoon Pluijmaekers (13 januari 1838 - 2 mei 1869)                      |                    |                |
| 1869 - 1894  | Mathias Jozef Savelberg (Heerlen, 28 mei 1825 - Heerlen 4 augustus 1894)              |                    |                |
| 1894 - 1913  | Maria Jozef Claudius Karel de Hesselle (Heerlen 2 jan. 1855 - Heerlen, 30 april 1935) |                    |                |
| 1913 - 1926  | Marius Alphonse Marie Waszink (Maastricht, 18 mei 1881 - Breda, 23 okt. 1943)         |                    |                |
| 1926 - 1961  | M.F.G.M. (Marcel) van Grunsven (Gennep, 4 december 1896 - Heerlen, 24 juli 1969)      |                    |                |
| 1962 - 1964  | C.J.M.A. (Charles) van Rooy (Rotterdam, 23 jan. 1912 - Hilversum, 1 aug. 1996)        | KVP                |                |
| 1964 - 1976  | F.J.W. (Frans) Gijzels (Geleen, 24 nov. 1911 - Heerlen, 23 april 1977)                | KVP                |                |
| 1976 - 1986  | Jan Reijnen (Kaatsheuvel, 3 febr. 1927 - Vught, 7 april 2020)                         | KVP / CDA          |                |
| 1986 - 1992  | Piet van Zeil (Hillegom, 3 aug. 1927 - Heerlen, 9 november 2012)                      | CDA                |                |
| 1992 - 2000  | J.B.V.N. (Jef) Pleumeekers (Eijsden, 3 dec. 1945)                                     | CDA                |                |
| 2000 - 2003  | Alexander Boudewijn Sakkers (Delft, 28 mei 1948)                                      | VVD                |                |
| 2003 - 2004  | J.G.M. (Hans) Lurvink (Doetinchem, 10 november 1940)                                  | CDA                | waarnemend     |
| 2004 - 2010  | A.M.G. (Toine) Gresel (Stramproy, 13 december 1953)                                   | CDA                |                |
| 2010 - 2015  | P.F.G. (Paul) Depla (Eindhoven, 17 april 1965)                                        | PvdA               |                |
| 2015 - 2015  | F.H.H. (Frans) Weekers (Weert, 17 oktober 1967)                                       | VVD                | waarnemend     |
| 2015 - 2019  | R.K.H. (Ralf) Krewinkel (Kerkrade, 12 november 1974)                                  | PvdA               | [ 1 ]          |
| 2018 - 2020  | E.G.M. (Emile) Roemer (Boxmeer, 24 augustus 1962)                                     | SP                 | waarnemend     |
| 2020 -       | R. (Roel) Wever (Amsterdam, 30 juni 1962)                                             | VVD                | [ 2 ]          |